# Medophron fuscipilis
Medophron fuscipilis är en stekelart som beskrevs av Henry Keith Townes, Jr. 1983. Medophron fuscipilis ingår i släktet Medophron och familjen brokparasitsteklar. Inga underarter finns listade i Catalogue of Life.